# Küchenholzgraben bei Zahna
Der Küchenholzgraben bei Zahna ist ein FFH-Gebiet in der Stadt Zahna-Elster im Landkreis Wittenberg in Sachsen-Anhalt.

## Allgemeines
Das FFH-Gebiet ist circa 42 Hektar groß. Das Gebiet überlagert sich mit dem Landschaftsschutzgebiet „Wittenberger Vorfläming und Zahnabachtal“. Das Naturdenkmal „Wiesen am Küchenholzgraben bei Leetza“ liegt innerhalb des FFH-Gebietes. Das FFH-Gebiet ist durch die Landesverordnung zur Unterschutzstellung der Natura 2000-Gebiete im Land Sachsen-Anhalt (N2000-LVO LSA) seit dem 21. Dezember 2018 rechtlich gesichert. Zuständige untere Naturschutzbehörde ist der Landkreis Wittenberg.

## Beschreibung
Das FFH-Gebiet liegt östlich der Lutherstadt Wittenberg im Naturpark Fläming. Es umfasst einen Feuchtwiesenkomplex in der Niederung des Küchenholzgrabens, der die Elbzuflüsse Zahnabach und Zugbach miteinander verbindet und das Gebiet durchfließt. Die Feuchtwiesen sind als Borstgrasrasen mit Pfeifengras, Ruchgras, Feldhainsimse, Blutwurz, Gewöhnlicher Kreuzblume und Kümmelblättriger Silge sowie Fuchs’ Knabenkraut, Lungenenzian, Zweiblättriger Waldhyazinthe und Arnika, Pfeifengraswiesen mit Borstgras, Gemeiner Hainsimse, Echtes Johanniskraut, Hundsveilchen, Sumpfblutauge und Teufelsabbiss und Magere Flachland-Mähwiesen unter anderem mit Wiesenglockenblume, Wiesenschaumkraut, Wiesenpippau, Wiesenlabkraut, Echtem Labkraut, Wiesenplatterbse, Großer Bibernelle, Scharfem Hahnenfuß, Goldschopfhahnenfuß, Knolligem Hahnenfuß, Kümmelblättriger Silge und Gewöhnlicher Wiesensilge ausgebildet.
Das Gebiet ist größtenteils von landwirtschaftlichen Nutzflächen sowie teilweise kleinen Wäldern umgeben.